# Mathias Fredriksson
Johan Fredrik Mathias Fredriksson (Uddevalla, 11 de febrero de 1973) es un deportista sueco que compitió en esquí de fondo. Su hermano Thobias también compitió en esquí de fondo.
Participó en cuatro Juegos Olímpicos de Invierno, entre los años 1994 y 2006, obteniendo una medalla de bronce en Turín 2006, en la prueba de relevo (junto con Mats Larsson, Johan Olsson y Anders Södergren), y el cuarto lugar en Nagano 1998, en la misma prueba.
Ganó cuatro medallas en el Campeonato Mundial de Esquí Nórdico entre los años 2001 y 2007.

## Palmarés internacional
| Juegos Olímpicos   | Juegos Olímpicos       | Juegos Olímpicos  | Juegos Olímpicos |
| Año                | Lugar                  | Medalla           | Prueba           |
| ------------------ | ---------------------- | ----------------- | ---------------- |
| 2006               | Turín (Italia)         | Medalla de bronce | Relevo 4 × 10 km |
| Campeonato Mundial |                        |                   |                  |
| Año                | Lugar                  | Medalla           | Prueba           |
| 2001               | Lahti (Finlandia)      | Medalla de plata  | 15 km            |
| 2001               | Lahti (Finlandia)      | Medalla de plata  | Relevo 4 × 10 km |
| 2003               | Val di Fiemme (Italia) | Medalla de bronce | Relevo 4 × 10 km |
| 2007               | Sapporo (Japón)        | Medalla de bronce | Relevo 4 × 10 km |